# Mongoliet ved sommer-OL 2016
Mongoliet deltog ved Sommer-OL 2016 i Rio de Janeiro som blev arrangeret i perioden 5. august til 21. august 2016.

## Medaljer
| 2016 Rio de Janeiro | Guld | Sølv | Bronze | Total |
| Mongoliet           | 0    | 1    | 1      | 2     |

### Medaljevinderne
| Mongoliet under sommer-OL 2016 i Rio de Janeiro | Mongoliet under sommer-OL 2016 i Rio de Janeiro | Mongoliet under sommer-OL 2016 i Rio de Janeiro | Mongoliet under sommer-OL 2016 i Rio de Janeiro | Mongoliet under sommer-OL 2016 i Rio de Janeiro |
| Medalje                                         | Navn                                            | Sport                                           | Event                                           | Dato                                            |
| ----------------------------------------------- | ----------------------------------------------- | ----------------------------------------------- | ----------------------------------------------- | ----------------------------------------------- |
| Sølv                                            | Dorjsürengiin Sumiyaa                           | Judo                                            | Kvindernes 57 kg                                | 8. august                                       |
| Bronze                                          | Dorjnyambuugiin Otgondalai                      | Boksning                                        | Mændenes letvægt                                | 14. august                                      |